# Émile Louis Salomé
Émile Louis Salomé, né le 17 décembre 1833 à Lille et mort le 24 août 1881 à Salomé, est un peintre français.

## Biographie
Le père d'Émile Louis Salomé, Louis Adolphe Salomé, est graveur et lithographe. C'est de son père qu'Émile reçoit des leçons de dessin et de gravure avant d'entrer aux écoles académiques de Lille vers 1845. Il expose pour la première fois au salon de Paris de 1859. En 1862, il obtient une bourse de la ville, comme son congénère le peintre Carolus-Duran, et passe quatre ans avec lui en résidence à Rome dans l'atelier Wicar. À son retour, il s'installe à Lille et acquiert une importante renommée régionale tout en continuant à exposer au Salon à Paris jusqu'à sa mort en 1881. Il est admis à la Société des sciences, de l'agriculture et des arts de Lille en 1878.

## Collections publiques
Bailleul, Musée Benoît de Puydt
- Souvenir de jeunesse, 1878.

Dijon, Musée des Beaux-Arts
- Tête de femme, av. 1881.

Lille, Palais des Beaux-Arts

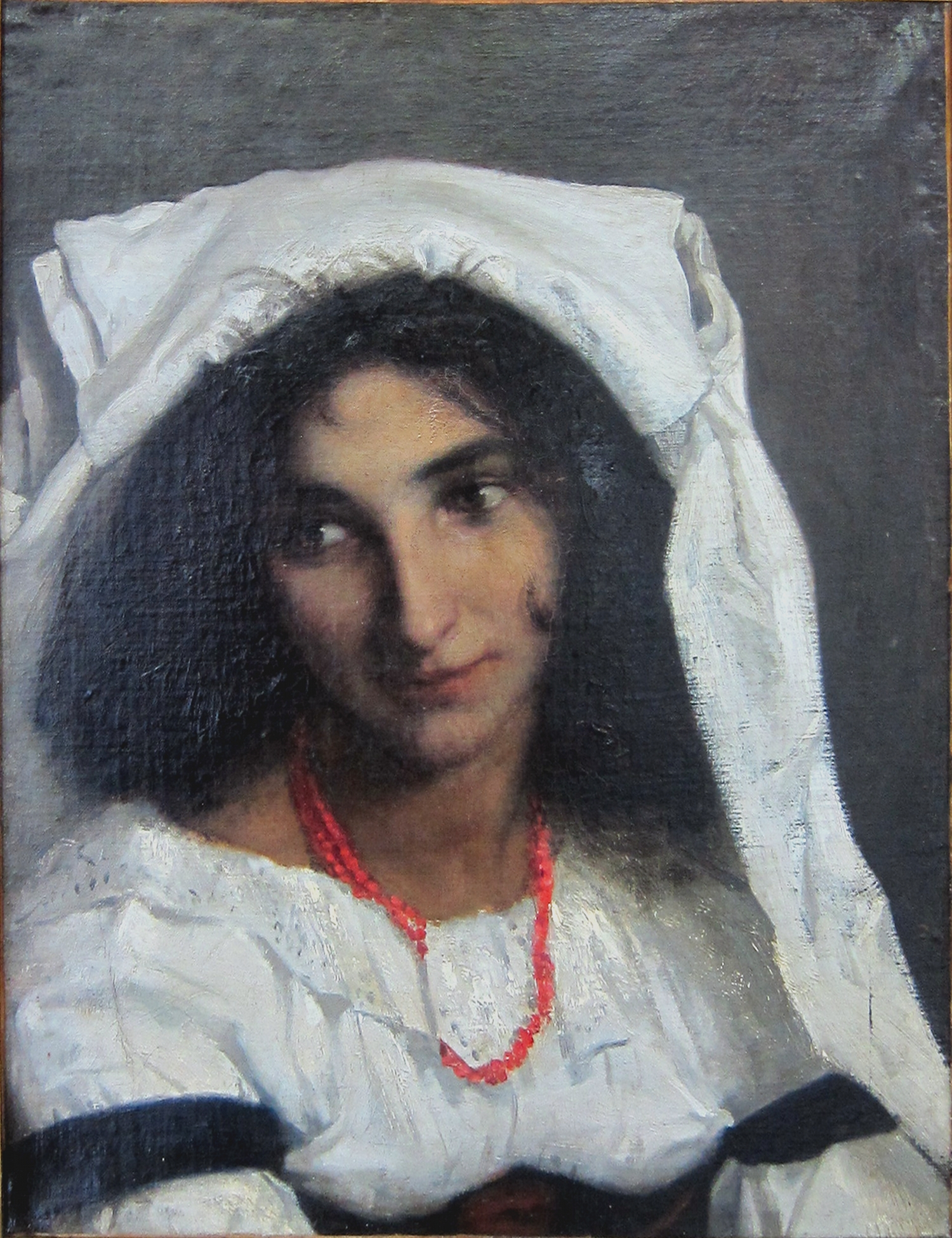
Émile Salomé, La Pascucia, 1861 - Palais des beaux-arts de Lille

- Le Fabricant de balais du Mont-Noir, 1860. Donné en 1862.
- La Pascucia, 1861.
- L'Enfant prodigue méditant, 1863.
- La Maison de Thérèse, 1881.

Neuchâtel (Suisse), Musée d'Art et d'Histoire
- Tête de vieille dentellière du département du Nord, 1877.